# Ugljarevo
Ugljarevo (cyr. Угљарево) – wieś w Serbii, w okręgu rasińskim, w gminie Trstenik. W 2011 roku liczyła 449 mieszkańców.